# ماثيو ميلر (متحدث)
ماثيو آلان ميلر (مواليد 1973/1974 (العمر 50–51) )  مسؤول حكومي أمريكي سابق شغل منصب المتحدث باسم وزارة الخارجية الأمريكية من عام 2023 إلى عام 2025. وهو متخصص في الاتصالات في الحزب الديمقراطي منذ فترة طويلة، وقد خدم سابقًا في إدارة أوباما والعديد من الحملات الرئاسية الديمقراطية.